# 석포
낙릉무공 석포(樂陵武公 石苞, 196년 ~ 272년)는 조위 ~ 서진의 관료이자 군인으로, 자는 중용(仲容)이며, 발해군 남피현 사람이다.

## 생애
학문이 있고 도량이 넓으면서 외모, 행동도 뛰어나 사소하게 꾸미지도 않았으며, 당시 사람들로부터 그와 같은 미남은 없다는 이야기를 들었다. 현으로부터 추천을 받아 전농사마가 되었다가 12, 13살 때 쯤에 당시 농부였던 등애와 함께 전농사마의 추천으로 길본의 허도에서 반란을 일으킨 것에 연루되어 근신 중이던 곽현신의 마부가 된 적이 있었는데, 이 때 곽현신으로부터 등애와 함께 재상이 될 것이라는 평가를 받았다.
사자를 업에 보내는 일이 있었지만 일이 잠시 미루어져 석포는 업의 시장에서 철을 팔다가 조원유가 석포를 뛰어난 인물이라 교류하면서 뛰어난 재능을 칭찬해 삼공, 사보가 될 것이라 해서 석포는 이름이 알려졌으며, 업의 시장에서 철을 팔던 석포는 233년에 사마의를 만났다. 허윤을 만나서 작은 현을 다스리게 해달라고 요청했지만 자신과 대등해 조정에 불리게 될 것이라면서 거절하자 석포는 허윤이 이 정도로 자신에 대해 알고 있다고 생각하지 않아 돌아가면서 탄식했다.
사마사의 중호군사마가 되었고 사마의가 석포에 대해 용모는 좋지만 행실이 나쁘다고 했지만 사마사는 석포의 재능을 이야기해 채용해야 한다고 했으며, 업의 전농중랑장으로 옮겨지자 당시의 이익을 모두 조사해서 이 일을 열거하고 상소하자 칭송받았다. 동래태수, 낭야태수 등을 역임해 좋은 통치를 했고 이어서 서주자사, 굉농사마 등을 차례로 역임했으며, 252년에 오나라와의 싸움으로 사마사가 동흥에서 패하자 홀로 군사를 잃지 않고 퇴각하면서 분무장군, 가절, 감청주제군사에 임명되었다.
257년에 제갈탄이 반란을 일으키자 감군으로 있던 석포는 사마소를 따라 출정하면서 6월에 도착해 석포는 주태와 함께 외부의 침입에 대비했으며, 8월에 주이가 공격했다가 주태에게 패한 후에는 강을 건너 반달 모양의 보루를 쌓고 대항하자 석포는 주태와 함께 공격해 주이군을 격파한다. 주이는 이에 무장한 거마를 동원해 오목성을 공격하자 또다시 주태와 석포가 그를 공격해 결국 주이는 퇴각시켰으며, 주이의 패배에 분노한 손침은 주이를 참수하고 이후 제갈탄이 농성하자 왕기와 함께 공격할 것을 청하나 사마소는 좋지 않은 선택이라며 거절한다.
수춘을 평정하면서 진동장군에 임명되고 동광후, 가절에 봉해지고 259년에 형주를 분할해 2명의 도독을 두도록 하면서 석포는 양주도독으로 봉해졌고 위 조정에 입조해 조모에게 인사를 올려 하루 종일 이야기 한 후에는 사마소에게 조모를 뛰어난 군주라 했으며, 정동대장군이 되었다가 표기장군으로 옮겼다. 260년 11월에 오나라의 소신이라는 자가 항복을 하겠다고 청하자 사마소가 거짓 항복인 것을 알고 석포에게 겉으로는 영접하는 척하면서 속으로는 미리 대비를 하도록 했으며, 265년에 사마소가 죽자 통곡했고 조환에게 선양을 권했다.
사마염이 즉위해 진나라가 건국되자 대사마가 되면서 악릉군공에 봉해졌으며, 시중을 더해 깃털 붙은 덮개가 달린 수레를 타게 되었다. 268년에 석포는 오랫동안 회남 지방에 있었으므로 그의 위엄과 은혜를 베푼 일이 많았는데, 마침 오나라에서 침공하려고 하자 보루를 쌓고 하수를 막아 방비하려고 했다.
그러나 석포는 정봉의 이간책에 휘말려 당시 유행하던 동요인 "큰 돌이 말을 밟아 뭉게다"를 핑계로 감군 왕침(王琛)이 그를 무고하자 결국 중앙으로 소환되었으며, 이에 양호가 진 무제에게 석포는 그렇지 않다고 변호했지만 면직되었다. 석포는 사마준이 손삭을 통해 조정에서 군사를 파견해 석포를 습격한다는 것을 알려주면서 석포에게 군사권을 내놓고 도정에 가서 대죄하게 해 이를 따랐으며, 사마염이 이 소식을 듣고 의심이 풀어져 낙릉공의 신분으로 집에 돌아가게 했다.
석포는 사도에 임명되면서 농업, 양잠업 등에서 상벌 제도를 도입하도록 상주했고 석포는 지위에 있어 충실했다고 일컬어졌으며, 272년에 세상을 떠나면서 장례는 간소하게 치르라고 했다.

## 석포의 가족관계
- 아들 : 석교(石越)
- 아들 : 석통(石乔)
- 아들 : 석월(石统)
- 아들 : 석준(石浚)
- 아들 : 석준(石儁)
- 아들 : 석숭(石崇)